# Camerlengo (Chiesa cattolica)

Lo stemma del cardinale camerlengo (se arcivescovo) durante la sede vacante

Camerlengo è il titolo utilizzato nell'ordinamento della Chiesa cattolica per indicare alcune eminenti figure del clero. Il termine deriva dal latino medievale camarlingus, a sua volta derivato dal germanico kamerling, che significa "addetto alla camera del sovrano". La figura sorse nel XII secolo; veniva detto camerarius ed era responsabile della cosiddetta camera thesauraria che amministrava le finanze della Curia e i beni temporali della Santa Sede.
Il camerlengo per antonomasia è il cardinale Camerlengo di Santa Romana Chiesa, che, oltre a dirigere l'amministrazione finanziaria della Santa Sede (in passato mediante la Camera apostolica), ha il principale compito di presiedere la sede vacante; dal 14 febbraio 2019 tale incarico è ricoperto dal cardinale statunitense Kevin Joseph Farrell.

## Camerlengo di Santa Romana Chiesa

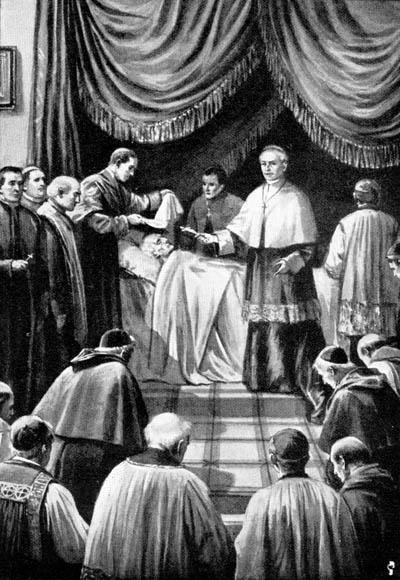
Illustrazione raffigurante il cardinale camerlengo Luigi Oreglia di Santo Stefano nell'atto di certificare la morte di papa Leone XIII (1903)

Il cardinale camerlengo ha l'incarico di amministrare i beni temporali della Santa Sede in assenza del pontefice, ad esempio perché assente o in viaggio; inoltre alla morte del pontefice (o in caso di rinuncia), come incarico speciale, presiede il periodo della cosiddetta sede vacante.
È coadiuvato da un vice camerlengo, generalmente non cardinale ma di rango arcivescovile. La costituzione apostolica Praedicate evangelium del 2022 ha inoltre stabilito che, nell'adempimento degli uffici assegnati, il camerlengo è aiutato dal cardinale coordinatore del Consiglio per l'economia e da due assistenti.

### Morte del papa e conclave
In caso di morte del pontefice, il primo compito del camerlengo è di accertare la morte alla presenza del Decano del Collegio cardinalizio, del Maestro delle celebrazioni liturgiche, dei Prelati Chierici e del Segretario e Cancelliere della stessa Camera Apostolica. La procedura corrente non prescrive una particolare modalità dell'accertamento, mentre storicamente il camerlengo chiamava per tre volte il defunto con il nome di battesimo mentre gli percuoteva lievemente la fronte con un martelletto d'argento. Non ricevendo risposta, ne dichiarava la morte con la formula "Vere Papa mortuus est". In passato questa formula sanciva ufficialmente la morte del papa: fu utilizzata per l'ultima volta con questa funzione dal cardinal camerlengo Pecci (futuro papa Leone XIII) sulla salma di papa Pio IX nel 1878.
Il Camerlengo appone i sigilli alla camera e allo studio del Pontefice e annuncia il decesso al cardinale vicario per l'Urbe, che a sua volta lo comunicherà al popolo romano, e al cardinale arciprete della Basilica Vaticana. Spetterà invece al Decano del collegio cardinalizio, una volta informato dal camerlengo o dal Prefetto della Casa Pontificia del decesso, darne notizia ai cardinali e convocarli a Roma per eleggere il nuovo successore di Pietro. Sarà sempre compito del decano comunicare l'avvenuto decesso a tutti i cardinali, al corpo diplomatico e ai capi di Stato del mondo.
Dalla morte del papa comincia il periodo della sede vacante: iniziano i preparativi per i funerali che si celebrano per nove giorni consecutivi (novendiali); trascorsi dai quindici ai venti giorni, il Decano convoca il conclave per eleggere il nuovo papa.

Stemma del Camerlengo di Santa Romana Chiesa Kevin Joseph Farrell durante la sede vacante del 2025

Durante i periodi di sede vacante lo stemma del camerlengo, pur rimanendo con i trenta fiocchi rossi che spettano ai cardinali, è sormontato dal gonfalone papale (o basilicale), attraversato dalle chiavi pontificie, sopra il consueto galero (il cappello cardinalizio).
Sempre durante la sede vacante, a lui è affidata la gestione delle questioni quotidiane della Chiesa con l'assistenza di tre cardinali; essi sono estratti a sorte tra i cardinali già convenuti a Roma ogni tre giorni, uno per ciascun Ordine (vescovo, presbitero e diacono), e formano la cosiddetta "Congregazione particolare". Le questioni più importanti invece devono essere trattate con l'assemblea generale dei cardinali, detta "Congregazione generale".

#### Facoltà di battere moneta
In passato durante la sede vacante il camerlengo aveva anche facoltà di battere moneta (prima in lire vaticane e poi in euro). Essa, pur avendo corso legale, non fu mai in circolazione, essendo destinata esclusivamente all'acquisto da parte dei collezionisti. Su di essa erano riportati lo stemma del camerlengo sormontato dalla basilica, la dicitura "Sede vacante" e l'anno di conio espresso in numeri romani.
Ciò fu tuttavia possibile solo sino al 2008, quando una raccomandazione della Commissione europea si espresse in merito alle modifiche temporanee alle immagini sulle facce nazionali delle monete, sottolineando che «Una vacanza temporanea o l'occupazione provvisoria delle funzioni del Capo dello Stato non dovrebbe dare il diritto di cambiare le facce nazionali delle monete euro nazionali destinate alla circolazione». L'ultimo camerlengo ad avere la possibilità di battere moneta con corso legale fu dunque Eduardo Martínez Somalo, in carica durante la sede vacante del 2005.
Rimane tuttavia possibile emettere monete commemorative dell'evento, come è stato fatto in occasione della sede vacante del 2013 e del 2025.

## Camerlengo del Collegio cardinalizio
Il camerlengo del Collegio cardinalizio era responsabile dell'amministrazione finanziaria del collegio e officiava in occasione dei funerali dei cardinali deceduti. Dal 1995 l'Annuario pontificio non riporta più questa carica.

## Camerlengo nelle confraternite

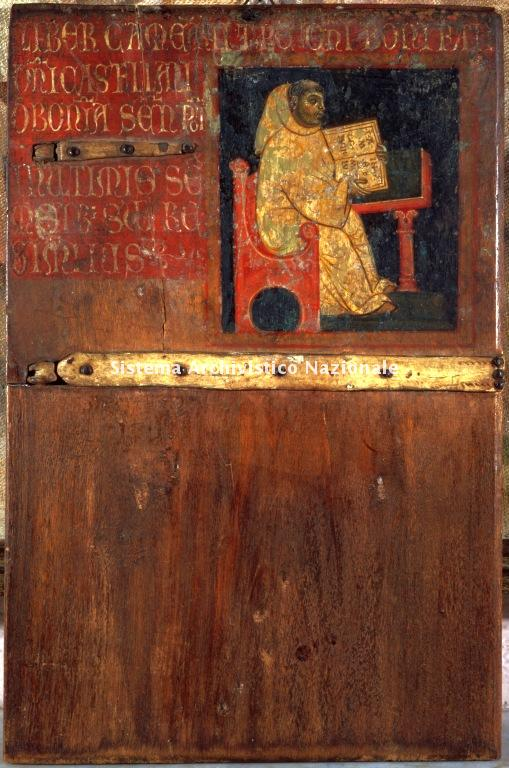
Gilio di Pietro, il camerlengo don Ugo, monaco di San Galgano

Il titolo di camerlengo è frequente anche nelle confraternite, arciconfraternite e altri sodalizi religiosi formati da laici, trattandosi di istituzioni plurisecolari che usano ancora le denominazioni tradizionali.
Il camerlengo si riferisce di norma alla carica di presidente, ma nel particolare ambiente confraternale possono riscontrarsi altri termini equipollenti come priore, governatore, moderatore, ecc. Solo in rari casi l'incarico di camerlengo corrisponde letteralmente a quello originario di tesoriere.

## Cronotassi

### Camerlenghi di Santa Romana Chiesa
- Boso Breakspear, O.S.B. (dicembre 1158 - 1159 deceduto)
- Melior le Maitre (1184 - 1189)
- Cencio Savelli (1189 - 1198)
- Riccardo (documentato nel 1198 - 1200 ?)
- Ottaviano dei conti di Segni (1200 - 1206)
- Stefano di Ceccano, O. Cist. (1219 - 23 novembre 1217 deceduto)
- Pandolfo Verraccio (1216 - 1222)
- Sinibaldo (ca. 1222 - ca. 1227)
- Rinaldo di Ienne (1227 - 1254 eletto papa con il nome di Alessandro IV)
- Eudes de Châteauroux, O.Cist. (1270 - 25 gennaio 1273 deceduto)
- Tommaso di Ocre (18 settembre 1294 - 29 maggio 1300 deceduto)
- Teodorico Ranieri (29 maggio 1300 - 7 dicembre 1306 deceduto)
- Arnaud de Canteloup (1306 - 1310)
- Bertrand des Bordes (1311)
- Arnaud de Falguières (1312 circa)
- Arnaud d'Aux (1313 - 1319)
- Gasbert de Valle (1319 - 1347)
- Étienne Aldebrand (1347 - 1360)
- Arnaud Aubert (1361 - 1371)
- Arnaldo Bernardo del Poggetto (1368)
- Pierre d'Estaing, O.S.B. (1370 - 1377)
- Guillaume d'Aigrefeuille il Giovane (1377 - 1383)
- Marino del Giudice (1383 - 1385)
- Marino Vulcano (1385 - 1394)
- Stefano Palosio (1394 - 1396)
- Cosimo de' Migliorati (dopo il 24 aprile 1396 - 17 ottobre 1404 eletto papa con il nome di Innocenzo VII)
- Corrado Caracciolo (dopo il 17 ottobre 1404 - 1º dicembre 1406 dimesso)
- Enrico Minutolo (1º dicembre 1406 - 17 giugno 1412 deceduto)
- Antonio Correr, C.R.S.G.A. (dopo il 17 giugno 1412 - 30 ottobre 1414 dimesso)
- Pierre de Foix, O.F.M. (30 ottobre 1414 - 19 luglio 1419 dimesso)[12]
- Francesco Lando (19 luglio 1419 - 26 dicembre 1427 deceduto)
- Beato Louis Aleman (26 dicembre 1427 - 1º gennaio 1431 dimesso)
- Beato Niccolò Albergati, O.Cart. (1º gennaio 1431 - 1º gennaio 1432 dimesso)
- Francesco Condulmer (1º gennaio 1432 - 1º gennaio 1439 dimesso)[13][14]
- Ludovico Scarampi Mezzarota (11 gennaio 1440 - 22 marzo 1465 deceduto)
- Latino di Carlo Orsini (9 agosto 1471 - 11 agosto 1477 deceduto)
- Guillaume d'Estouteville (12 agosto 1477 - 22 gennaio 1483 deceduto)
- Raffaele Sansoni Galeotti Riario (24 gennaio 1483 - 9 luglio 1521 deceduto)
- Innocenzo Cybo (14 luglio - 13 settembre 1521 dimesso)
- Francesco Armellini Pantalassi de' Medici (13 settembre 1521 - 8 gennaio 1528 deceduto)
- Agostino Spinola (8 giugno 1528 - 18 ottobre 1537 deceduto)
- Guido Ascanio Sforza di Santa Fiora (22 ottobre 1537 - 6 ottobre 1564 deceduto)
- Vitellozzo Vitelli (17 novembre 1564 - 19 novembre 1568 deceduto)
- Michele Bonelli (3 dicembre 1568 - 10 maggio 1570)
- Luigi Cornaro (10 maggio 1570 - 10 maggio 1584 deceduto)
- Filippo Guastavillani (14 maggio 1584 - 17 agosto 1587 deceduto)
- Enrico Caetani (26 ottobre 1587 - 13 dicembre 1599 deceduto)
- Pietro Aldobrandini (20 dicembre 1599 - 10 febbraio 1621 deceduto)
- Ludovico Ludovisi (17 marzo 1621 - 7 giugno 1623 dimesso)
- Ippolito Aldobrandini (7 giugno 1623 - 19 luglio 1638 deceduto)
- Antonio Barberini, O.S.Io.Hieros. (28 luglio 1638 - 3 agosto 1671 deceduto)
- Paluzzo Paluzzi Altieri degli Albertoni (4 agosto 1671 - 29 giugno 1698 deceduto)
- Giambattista Spínola (24 novembre 1698 - 19 marzo 1719 deceduto)
- Annibale Albani (29 marzo 1719 - 23 febbraio 1747 dimesso)
- Silvio Valenti Gonzaga (25 febbraio 1747 - 28 agosto 1756 deceduto)
  - Ludovico Maria Torriggiani (1º giugno - 20 settembre 1756) (pro-camerlengo)
- Girolamo Colonna di Sciarra (20 settembre 1756 - 18 gennaio 1763 deceduto)
- Carlo Rezzonico (24 gennaio 1763 - 26 gennaio 1799 deceduto)
- Romoaldo Braschi-Onesti (30 ottobre 1800 - 10 novembre 1801 dimesso)
  - Giuseppe Maria Doria Pamphilj (1801 - 1814 dimesso) (pro-camerlengo)
- Bartolomeo Pacca (26 settembre 1814 - 1824 dimesso)
- Pietro Francesco Galleffi (20 dicembre 1824 - 18 giugno 1837 deceduto)
- Giacomo Giustiniani (2 ottobre 1837 - 24 febbraio 1843 deceduto)
- Tommaso Riario Sforza (3 aprile 1843 - 14 marzo 1857 deceduto)
- Lodovico Altieri (19 marzo 1857 - 11 agosto 1867 deceduto)
- Filippo de Angelis (20 settembre 1867 - 8 luglio 1877 deceduto)
- Vincenzo Gioacchino Pecci (21 settembre 1877 - 20 febbraio 1878 eletto papa con il nome di Leone XIII)
- Camillo Di Pietro (28 marzo 1878 - 6 marzo 1884 deceduto)
- Domenico Consolini (24 marzo 1884 - 20 dicembre 1884 deceduto)
- Luigi Oreglia di Santo Stefano (27 marzo 1885 - 7 dicembre 1913 deceduto)
- Francesco Salesio Della Volpe (25 maggio 1914 - 5 novembre 1916 deceduto)
- Pietro Gasparri (4 dicembre 1916 - 18 novembre 1934 deceduto)
- Eugenio Pacelli (1º aprile 1935 - 2 marzo 1939 eletto papa con il nome di Pio XII)
- Lorenzo Lauri (11 dicembre 1939 - 8 ottobre 1941 deceduto)
  - Carica vacante (8 ottobre 1941 - 9 ottobre 1958)[15]
- Benedetto Aloisi Masella (9 ottobre 1958 - 30 settembre 1970 deceduto)
- Jean-Marie Villot (16 ottobre 1970 - 9 marzo 1979 deceduto)
- Paolo Bertoli (5 maggio 1979 - 25 marzo 1985 ritirato)
- Sebastiano Baggio (25 marzo 1985 - 21 marzo 1993 deceduto)
- Eduardo Martínez Somalo (5 aprile 1993 - 4 aprile 2007 ritirato)
- Tarcisio Bertone, S.D.B. (4 aprile 2007 - 20 dicembre 2014 ritirato)
- Jean-Louis Tauran (20 dicembre 2014 - 5 luglio 2018 deceduto)
- Kevin Joseph Farrell, dal 14 febbraio 2019

### Vicecamerlenghi di Santa Romana Chiesa
- Cardinale Cosimo de' Migliorati (ottobre 1389 - maggio 1396 nominato camerlengo)
- Arcivescovo Corrado Caracciolo (30 marzo 1395 - 1404 nominato camerlengo)
- Cardinale Tommaso Parentucelli (29 settembre 1443 - 6 marzo 1447 eletto papa con il nome di Niccolò V)
- Arcivescovo Gerolamo Landi (? - ?)[16]
- Arcivescovo Nicolò Amidano (gennaio 1453 - 24 marzo 1454 deceduto)[16]
- Arcivescovo Stefano Nardini (11 gennaio 1462 - 4 aprile 1472 dimesso)
- Arcivescovo Ausias Despuig (4 aprile 1472 - 7 maggio 1473 creato cardinale)
- Vescovo Jean de Bilhères (25 luglio 1492 - 20 settembre 1493 creato cardinale)
- Arcivescovo Pietro Isvalies (11 agosto 1496 - 2 ottobre 1500 creato cardinale)
- Arcivescovo Francisco de Remolins (1º febbraio 1501 - 2 giugno 1503 pubblicato cardinale)
- Arcivescovo Giovanni Sacco da Sirolo (2 giugno 1503 - 18 aprile 1505 deceduto)
- Vescovo Filippo Archinto (1538 - 1541 dimesso)
- Presbitero Pietro Antonio de Angelis (1541 dimesso)
- Vescovo Francesco Micheli (1541 - 9 ottobre 1551 dimesso)
- Cardinale Giovanni Michele Saraceni (9 ottobre - 20 novembre 1551 creato cardinale)
- Vescovo Giovanni Girolamo Rossi (22 novembre 1551 - 21 gennaio 1555)
- Vescovo Girolamo Federici (21 gennaio - 5 luglio 1555 destituito da papa Paolo IV)
- Vescovo Scipione Rebiba (5 luglio - 20 dicembre 1555 creato cardinale)
- Presbitero Cesare Brancaccio (4 gennaio - 27 settembre 1556 nominato nunzio apostolico)
- Arcivescovo Francesco Bandini Piccolomini (2 dicembre 1556 - maggio 1557 dimesso)
- Vescovo Salvatore Pacini (27 giugno 1557 - febbraio 1559 nominato nunzio apostolico in Spagna)
- Vescovo Carlo Grassi (19 agosto 1559 - 26 marzo 1560 dimesso) (prima volta)
- Vescovo Girolamo Federici (26 marzo 1560 - febbraio 1563 dimesso)
- Presbitero Alessandro Pallantieri (26 aprile 1563 - 31 dicembre 1566 nominato governatore della Marca di Ancona)
- Vescovo Baldo Ferratini (31 dicembre 1566 - 9 maggio 1569 dimesso)
- Vescovo Carlo Grassi (8 giugno 1569 - 17 maggio 1570 creato cardinale) (seconda volta)
- Presbitero Ludovico Taverna (1573 - 1574 dimesso)
- Arcivescovo Giuseppe Donzelli (1574 - 29 dicembre 1576 dimesso)
- Presbitero Corrado Asinari (29 dicembre 1576 - 29 ottobre 1581 dimesso)
- Arcivescovo Vincenzo Portico (30 ottobre 1581 - 27 aprile 1583 destituito da papa Gregorio XIII)[17]
- Presbitero Giovanni Francesco Biandrate di San Giorgio Aldobrandini (27 aprile 1583 - 12 agosto 1585 nominato vescovo di Acqui)
- Vescovo Mariano Pierbenedetti (20 agosto 1585 - 1º agosto 1589 dimesso)
- Vescovo Domenico Toschi (19 agosto 1595 - 3 marzo 1599 creato cardinale)
- Presbitero Ferdinando Taverna (3 marzo 1599 - 9 giugno 1604 creato cardinale)
- Presbitero Benedetto Ala (9 giugno 1604 - 5 maggio 1610 nominato arcivescovo metropolita di Urbino)
- Presbitero Giulio Monterenzi (5 maggio 1610 - 1º ottobre 1618 nominato vescovo di Faenza)
- Vescovo Berlinghiero Gessi (12 dicembre 1618 - 1º aprile 1623 nominato prefetto del Palazzo Apostolico)
- Arcivescovo Domenico de' Marini (1º aprile 1623 - 1º gennaio 1625 dimesso)
- Presbitero Ottaviano Raggi (1º gennaio 1625 - 14 febbraio 1628 dimesso)
- Presbitero Giovanni Battista Maria Pallotta (14 febbraio - 8 aprile 1628 nominato nunzio apostolico in Austria)
- Presbitero Girolamo Grimaldi-Cavalleroni (26 aprile 1628 - 1º marzo 1632 dimesso)
- Patriarca Giambattista Spada (13 gennaio 1635 - 16 settembre 1643 nominato presidente della Legazione di Romagna)
- Arcivescovo Francesco Vitelli (16 settembre 1643 - 16 gennaio 1644 dimesso)
- Arcivescovo Giovanni Girolamo Lomellini (16 gennaio 1644 - 19 ottobre 1647 nominato tesoriere generale della Camera Apostolica)
- Vescovo Alessandro Vittrici (19 ottobre 1647 - 5 ottobre 1650 deceduto)
- Arcivescovo Girolamo Farnese (7 ottobre 1650 - 29 gennaio 1653 dimesso)
- Presbitero Lorenzo Imperiali (29 gennaio 1653 - 29 aprile 1654 pubblicato cardinale)
- Arcivescovo Carlo Bonelli (15 aprile 1655 - 18 ottobre 1656 dimesso)
- Cardinale Lorenzo Imperiali (14 luglio 1660 - 1º ottobre 1662 dimesso) (per la seconda volta)
- Presbitero Giannicolò Conti (20 novembre 1662 - 15 febbraio 1666 creato cardinale)
- Patriarca Federico Borromeo (17 febbraio 1666 - 26 febbraio 1668 nominato nunzio apostolico in Spagna)
- Presbitero Pompeo Varese (26 febbraio 1668 - 28 febbraio 1671 nominato nunzio apostolico in Repubblica di Venezia)
- Presbitero Luigi Bevilacqua (4 marzo 1671 - 26 ottobre 1675 nominato nunzio straordinario in Austria)
- Arcivescovo Giambattista Spinola (26 ottobre 1675 - 1º settembre 1681 creato cardinale)
- Presbitero Francesco del Giudice (1º settembre 1681 - 13 febbraio 1690 creato cardinale)
- Presbitero Giambattista Spinola (28 luglio 1691 - 12 dicembre 1695 creato cardinale)
- Presbitero Rannuzio Pallavicino (15 marzo 1696 - 27 luglio 1706 creato cardinale)
- Presbitero Francesco Cafferelli (17 maggio 1706 - 23 dicembre 1711 deceduto)
- Presbitero Bernardino Scotti (23 dicembre 1711 - 16 dicembre 1715 pubblicato cardinale)
- Presbitero Alessandro Falconieri (23 giugno 1717 - 11 settembre 1724 creato cardinale)
- Presbitero Antonio Banchieri (30 settembre 1724 - 30 aprile 1728 pubblicato cardinale)
- Presbitero Giovanni Battista Spinola (30 maggio 1728 - 28 settembre 1733 creato cardinale)
- Patriarca Pompeio Aldrovandi (30 settembre 1733 - 24 marzo 1734 creato cardinale)
- Presbitero Marcellino Corio (6 agosto 1734 - 15 luglio 1739 creato cardinale)
- Presbitero Francesco Ricci (27 giugno 1741 - 9 settembre 1743 creato cardinale)
- Cardinale Raniero Felice Simonetti (11 dicembre 1743 - 14 aprile 1747 dimesso)
- Presbitero Cosimo Imperiali (14 aprile 1747 - 26 novembre 1753 creato cardinale)
- Arcivescovo Alberico Archinto (14 settembre 1754 - 5 aprile 1756 creato cardinale)
- Monsignor Cornelio Caprara (10 settembre 1756 - 23 novembre 1761 creato cardinale)
- Monsignor Enea Silvio Piccolomini (27 novembre 1761 - 26 settembre 1766 creato cardinale)
- Presbitero Antonio Casali (26 settembre 1766 - 15 marzo 1773 creato cardinale)
- Presbitero Giovanni Cornaro (2 dicembre 1775 - 1º giugno 1778 creato cardinale)
- Presbitero Fernando Spinelli (5 giugno 1778 - 14 febbraio 1785 creato cardinale)
- Arcivescovo Ignazio Busca (1º marzo 1785 - 30 marzo 1789 creato cardinale)
- Monsignor Giovanni Rinuccini (7 aprile 1789 - 21 febbraio 1794 creato cardinale)
- Arcivescovo Carlo Crivelli (25 febbraio 1794 - 12 febbraio 1798, instaurazione della Repubblica Romana)
- Presbitero Francesco Guidobono Cavalchini (30 ottobre 1800 - 6 aprile 1817 creato cardinale)
- Cardinale Lorenzo Litta (6 aprile 1817 - 1º maggio 1820)
- Presbitero Tommaso Bernetti (7 giugno 1820 - 2 ottobre 1826 creato cardinale)
- Presbitero Juan Francisco Marco y Catalán (3 ottobre 1826 - 15 dicembre 1828 creato cardinale)
- Presbitero Benedetto Cappelletti (1º febbraio 1829 - 2 luglio 1832 pubblicato cardinale)
- Presbitero Nicola Grimaldi (6 luglio 1832 - 20 gennaio 1834 creato cardinale)
- Presbitero Luigi Ciacchi (24 febbraio 1834 - 12 febbraio 1838 creato cardinale)
- Presbitero Luigi Vannicelli Casoni (13 settembre 1838 - 27 gennaio 1842 creato cardinale)
- Presbitero Giuseppe Antonio Zacchia Rondinini (25 gennaio 1842 - 21 aprile 1845 pubblicato cardinale)
- Presbitero Pietro Marini (22 aprile 1845 - 21 dicembre 1846 creato cardinale)
- Presbitero Gaspare Grassellini, C.O. (21 dicembre 1846 - 18 luglio 1847 dimesso)
- Presbitero Domenico Savelli (20 maggio 1848 - 1853 dimesso)
- Presbitero Antonio Matteucci (15 aprile 1853 - 25 giugno 1866 creato cardinale)
- Presbitero Lorenzo Ilarione Randi (22 giugno 1866 - 17 settembre 1875 pubblicato cardinale)
- Cardinale Achille Apolloni (3 dicembre 1884 - 3 aprile 1892 dimesso)
- Patriarca Lorenzo Passerini (11 luglio 1892 - 13 dicembre 1915 deceduto)
- Arcivescovo Augusto Silj (6 dicembre 1916 - 15 dicembre 1919 creato cardinale)
- Monsignore Ugo Boncompagni Ludovisi (1921 - 9 novembre 1935 deceduto)
- Arcivescovo Frediano Giannini, O.F.M. (12 febbraio 1936 - 25 ottobre 1939 deceduto)
- Arcivescovo Tito Trocchi (22 novembre 1939 - 12 febbraio 1947 deceduto)
- Patriarca José da Costa Nunes (16 dicembre 1953 - 19 marzo 1962 creato cardinale)
- Arcivescovo Luigi Centoz (5 luglio 1962 - 1969 dimesso)
- Monsignore Vittorio Bartoccetti (24 marzo 1969 - 1975 dimesso)
- Arcivescovo Ettore Cunial (23 dicembre 1975 - 23 ottobre 2004 ritirato)
- Arcivescovo Paolo Sardi (23 ottobre 2004 - 20 novembre 2010 creato cardinale)
- Arcivescovo Santos Abril y Castelló (22 gennaio 2011 - 18 febbraio 2012 creato cardinale)
- Arcivescovo Pier Luigi Celata (23 luglio 2012 - 20 dicembre 2014 ritirato)
- Arcivescovo Giampiero Gloder (20 dicembre 2014 - 11 ottobre 2019 nominato nunzio apostolico a Cuba)
- Arcivescovo Ilson de Jesus Montanari, dal 1º maggio 2020